# Helligåndsordenen
Helligåndsordenen, Ordo Sancti Spiritus, var en tiggermunkeorden indstiftet af pave Innocens III i slutningen af 1100-tallet, med det formål at drive hospitaler og tage sig af hittebørn.
Guy de Montpellier havde i sin hjemby i Provence stiftet en lægmandsinstitution til at tage sig af de syge, i Helligåndens navn. I Rom havde der siden 715 ligget et hospitium af Angelsaksisk oprindelse, hvis ruiner Innocens III erhvervede og byggede et nyt hospital på stedet. Guy de Montpellier blev kaldt til Rom for at lede den nye institution.
Selv om institutionen i starten var verdslig, blev den tildelt samme privilegier som de store klosterordener, og der opstod hurtigt filialer, modelleret efter moderinstitutionen, og eksisterende institutioner søgte tilknytning, alle for at få del i de samme privilegier. I løbet af de næste århundreder spredte Helligåndshusene sig til alle de kristne lande.
I 1213 blev ordensreglerne vedtaget som en modificeret Augustinerregel. Ordenen brugte et dobbelt kors i deres segl og duen som deres symbol. Munkene blev derfor også kaldt duebrødrene.
Ordenen blev opløst i 1847 af pave Pius IX.

## Helligåndsordenen i Danmark
Der blev oprettet Helligåndsklostre i fem danske byer:
- Ålborg i 1451
- Nakskov i 1470
- København i 1474
- Fåborg i 1478
- Randers i 1489

De danske klostre blev nedlagt i forbindelse med Reformationen, Københavns allerede i 1530.